# لغات جرمانية

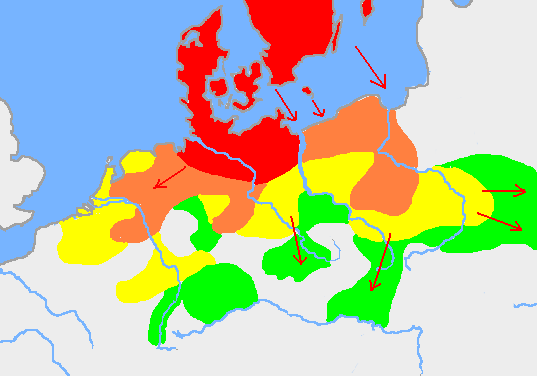
توزع القبائل الجرمانية من 750 ق.م إلى 1م حيث أن اللون:
- الأحمر:مستعمرات قبل 750 ق.م.
- البرتقالي:المستعمرات في 500 ق.م.
- الأصفر:المستعمرات في 250 ق.م.
- الأخضر:المستعمرات في 1م.

اللغات الجرمانية هي إحدى فروع العائلة اللغوية الهندية الأوروبية. السلف (الأصل) العام لجميع لغات هذا الفرع هو اللغة الجرمانية المبكرة والتي كانت تُتحدث في شمال أوروبا تقريبا في أواسط الألفية الأولى قبل الميلاد، أي في عصر الحديد. الأشكال المبكرة من الجرمانية ظهرت عند نزوح الجرمانيين على طول ساحلي أقصى شمال أوروبا (سكندنافيا)، في القرن الثاني الميلادي، ليستقروا في شمال أوروبا الوسطى، على طول منطقة الحضارة السلتية، في ما كان سوف يُصبح شمال الإمبراطورية الرومانية.
أكثر اللغات الجرمانية تحدثا حاليا الألمانية والإنكليزية حيث يتحدث الأولى 128 مليون شخص والثانية 400 مليون شخص تقريبا. والمجموعة تتضمن لغات أخرى تُتحدث على نطاق واسع مثل الهولندية التي يتحدثها 23 مليون شخص والأفريقانية (لغة جنوب أفريقيا) التي يتحدثها 6 ملايين شخص. واللغات الجرمانية الشمالية تتضمن أيضا: النرويجية والدنماركية والسويدية والآيسلندية والفاروية، ومجموع متحدثي هذه اللغات هو 20 مليون شخص. وقد صنف معهد إس-أي-إل إنترنيشنل 53 لغة جرمانية مختلفة.

## تاريخ
يُعتقد أن جميع اللغات الجرمانية قد انحدرت من لغة افتراضية هي الجرمانية البدائية، وهذه اللغات تشترك بخضوعها للانتقالين الصوتيين "Grimm's law" و"Verner's law". ومن المحتمل أن هذه اللغة (أي الجرمانية المبكرة) كانت تُتحدث في عصر الحديد في شمال أوروبا (أي أواسط الألفية الأولى قبل الميلاد)، وفي تلك الفترة فصلتها تجديدات عن اللغة الهندية الأوروبية البدائية. ويُعتقد أن اللغة الجرمانية المبكرة كانت تُتحدث طوال العصر البرونزي الإسكندنافي (1700 - 1500 ق.م).

## فروع اللغات الجرمانية
- لغات جرمانية شرقية
- لغات جرمانية شمالية
- لغات جرمانية غربية